# Panilla subbasalis
Panilla subbasalis är en fjärilsart som beskrevs av George Francis Hampson 1914. Panilla subbasalis ingår i släktet Panilla och familjen nattflyn. Inga underarter finns listade i Catalogue of Life.